# La Laguna del Palmar
La Laguna del Palmar är en ort i Mexiko.   Den ligger i kommunen Santa María Tonameca och delstaten Oaxaca, i den sydöstra delen av landet, 500 km sydost om huvudstaden Mexico City. La Laguna del Palmar ligger 17 meter över havet och antalet invånare är 118.
Terrängen runt La Laguna del Palmar är varierad. Havet är nära La Laguna del Palmar söderut.  Närmaste större samhälle är San Pedro Pochutla, 16,5 km öster om La Laguna del Palmar. 